# Phytomyza pedicularifolii
Phytomyza pedicularifolii är en tvåvingeart som beskrevs av Erich Martin Hering 1960. Phytomyza pedicularifolii ingår i släktet Phytomyza och familjen minerarflugor.
Artens utbredningsområde är Tyskland. Arten är reproducerande i Sverige. Inga underarter finns listade i Catalogue of Life.